# 황일청
황일청(黃一淸, 1940년 2월 6일 ~ )은 대한민국의 성우, 연극배우, 텔레비전 연기자, 영화배우다.
중화민국의 허베이성에 위치한 베이핑시에서 태어났으며 지난 날 한때 장쑤성의 상하이에서 잠시 유아기를 보낸 적이 있고 그 이후 대한민국의 경상남도에 위치한 마산에서 잠시 유년기를 보낸 적이 있는 그는 그 후 경상남도 창원에서 성장하였다.
신장은 180cm이고 체중은 82kg인 그는 1959년 연극배우 첫 데뷔하였으며 이듬해 1960년 CBS 기독교방송 공채 7기 성우로 입사하였고 군 복무 후 1965년 MBC 문화방송 성우 공채 2기로 이적하였으며 현재 문화방송 성우극회 소속 프리랜서 성우이다.
한때 연극배우와 영화배우로도 활동하였으며 텔레비전 드라마에도 연기자로 가끔 출연하고 있다.

## 출연작

### 애니메이션
- 가공스런 미래전쟁(MBC) 다수 역
- 가필드의 모험(MBC) 다수 역
- 개척자 다니엘분(특선만화-89년작/MBC) 다수 역
- 기동전사 건담 0083(MBC) - 알렌 역
- 깐돌이 대행진(MBC) - 해설
- 꽃의 천사 메리벨(MBC) - 버트 역
- 꿀벌의 친구(대한민국/MBC) - 할아버지 역
- 늑대인간(특선만화-92년작/MBC) 다수 역
- 달로스(MBC) 다수 역
- 도단이(MBC) 다수 역
- 독고탁의 비둘기 합창(MBC) - 독고탁 아버지 역
- 돌아온 영웅 홍길동(MBC) - 백운도사 역
- 똘이 장군-제3 땅굴(대한민국/MOVIE) - 똘이 아빠 / 늑대 부하 역
- 로도스도 전기 OVA(투니버스) - 워트 / 제브라 역
- 마르코 폴로의 모험(MBC) 다수 역
- 마법소녀 리나(SBS) - 사일라그 신관장(실피르 아버지) 역
- 명탐정 코난 3(투니버스) - 에드워드(13화) 역
- 마이크로 특공대-다이야트론 5(대한민국/MOVIE) - 박사 역
- 마이티 마우스(MBC) 다수 역
- 머털도사(대한민국/MBC) - 누덕 도사 역
- 머털도사와 또매(대한민국/MBC) - 도사 역
- 머털도사와 백팔요괴(대한민국/MBC) - 누더기 도사 역
- 모트의 시간여행(MBC) - 리오 아빠(처음) 역
- 미래용사 볼트론(MBC) - 지구방위연합 제독 역
- 바이오캅 윙고(대한민국/MBC) - 쿠바 (키바 할아버지) 역
- 버드나무 사이로 부는 바람(투니버스) - 래티 역
- 보츠마스터(MBC) 다수 역
- 부메랑 파이터(MBC) - 슈퍼 제우스 역
- 북극소년 나누크(MBC) - 시우틱 역
- 소공자 세디(MBC) 다수 역
- 슈퍼 특공대(MBC) - 배트맨 역
- 스모기(MBC) 다수 역
- 신비한 모험의 나라-동글 동글 동글이 편(MBC) - 농장주인 역
- 심청전(대한민국/MBC) 다수 역
- 아스테릭스(VIDEO) - 제타픽스 (마법사) 역
- 안녕! 노디(MBC) 다수 역
- 알프스의 메아리(MBC) - 대령(나중) 역
- 오스카 오케스트라(투니버스) - 해설
- 요술소녀(MBC)
- 용감한 죠리(MBC) 다수 역
- 용사 하운드(비너스 전기/VIDEO) 다수 역
- 우주해적 아르카디아(MBC) 다수 역
- 유령대소동(MBC)
- 잠수함707(MBC) - 함장 역
- 천공의 에스카폴로네(SBS) - 도룬커크 / 울트 / 에스톤 / 보리스 역
- 카우보이 비밥(투니버스) - 도네리(10화) / 왕롱(12화) / 밥(25화) 역
- 캔디 클로스(특선만화-91년작/MBC) 다수 역
- 크르노 크루세이드(투니버스) - 슈타이너 / 의장 역
- 탐정학원 Q(투니버스) - 유게(36~38화) 역
- 토미와 오스카(MBC) - 시저 역
- 핑크 팬더(MBC) 다수 역
- 행복의 섬 멜로니아(특선만화/MBC) 다수 역
- 헬싱(투니버스) - 월터 C 도르네즈 역
- 날아라 번개호(SBS)
- 그로이저X(MBC)
- 수퍼보이(MBC)
- 피터팬의 모험(MBC)
- M-3 특공대(MBC)
- 오로라공주와 손오공(MBC) - 손오공 역
- 지옥소녀(애니맥스) - 편집장 역
- 탐정학원 Q(투니버스) - 유게 역
- 내일의 나쟈(투니버스) - 플레민저 공작 역
- 음양대전기(투니버스) - 촌장 역
- 몬스터(투니버스) - 볼프 장군 역
- 손오공 : 돌원숭이의 탄생 - 옥황상제 역
- 그림명작동화(MBC)
- 헬로 카봇 쌈바(SBS) - 베어하이더

### 드라마
- 1980년 MBC 농촌드라마 전원일기 - 홍수 역
- 1981년 MBC 드라마 제1공화국 - 조용은(조소앙) 역
- 1989년 MBC 드라마 제2공화국 - 황종률, 동아일보 편집국장 역
- 1990년 MBC 드라마 대원군 - 이홍장 역
- 1993년 MBC 드라마 제3공화국 - 육군참모총장 백선엽, 경제기획원 장관 김학렬 역
- 1995년 MBC 드라마 제4공화국 - 육군 특전사령관 정병주 역
- 1999년 ~ 2000년 MBC 드라마 허준
- 2002년 ~ 2003년 SBS 드라마 야인시대 - 일본 해군무관부 대좌 역
- 2004년 ~ 2005년 MBC 드라마 영웅시대
- 2007년 ~ 2008년 MBC 드라마 이산 - 도사 기천익 역

### 영화
- 가스등(MBC) - 브라이언 (조지프 코튼)
- 그렘린 2(MBC, SBS) - 머리 퍼터먼 (딕 밀러)(MBC), 캐디터 (크리스토퍼 리)(SBS) 역
- 나바론의 요새(MBC) - 밀러 상병 (데이비드 니븐)
- 블레이드 러너(MBC) - 엘든 타이렐 (조 터켈)
- 스타 트렉 2: 칸의 분노(MBC) - 칸 (리카르도 몬탈반)
- 성난 눈동자(MBC) - 페트릭 헤일 (숀 코너리)
- 해리슨 포드의 정글 대탐험(KBS) - 알리 (해리슨 포드)
- 베토벤(MBC) - 수의사 바닉(딘 존스)
- 나의 그리스식 웨딩(SBS) - 거스 포르투칼로스 (마이클 콘스턴틴) 역
- 캐리비안의 해적: 블랙 펄의 저주(MBC) - 웨더비 스완 총독 (조너선 프라이스) 역
- 캐리비안의 해적: 망자의 함(MBC) - 웨더비 스완 총독 (조너선 프라이스) 역
- 마더 테레사(MBC) - 주교 역
- 탱고(SBS) - 카를로스 역
- 퐁네프의 연인들(SBS) - 한스 (클라우스 미카엘 그뤼버) 역
- 킬 빌(SBS) - 빌 (데이비드 캐러딘) 역
  - 킬 빌 2(SBS) - 빌 (데이비드 캐러딘) 역
- 용적심(SBS)
- 블러드 워크(SBS) - 테리 맥켈럽 (클린트 이스트우드) 역
- 잔혹한 음모(SBS) - 리버만 (로런스 올리비에) 역
- 라인 스톤(SBS)
- 제5원소(SBS) - 코넬리우스 신부 (이언 홈) 역
- 상성 : 상처받은 도시(MBC) - 주원승(양낙화)
- 디 워 - 장관 역
- 프렌지(MBC) - 옥스포드 (알렉 맥코웬)
- 네프 므와(MBC) - 새뮤얼 역
- 포 페더스(MBC)
- 본 얼티메이텀(MBC) - 허시 박사 (앨버트 피니) 역
- 80일간의 세계일주(MBC) - 로드 켈빈 장관 (짐 브로드벤트) 역
- 러브 오브 시베리아(MBC) - 매크리건 (리처드 해리스) 역
- 후크(MBC) - 스미 (밥 호스킨스)
- 와호장룡(MBC) - 철대인 역
- 마스크 오브 조로(MBC) - 디에고 (앤서니 홉킨스) 역
- 007옥토퍼시(MBC)
- 위트니스(MBC) - 일라이 역
- 하트 브레이커스(MBC) - 텐시 (진 해크먼) 역
- 복제인간의 제국(MBC) - 키브너 (레너드 니모이) 역
- 부시맨(MBC) - 앤드루 스타인(마리어스 웨이어즈)
- 암흑가의 두 사람(MBC) - 제르맹 (장 가방) 역
- 세컨핸드 라이온스(MBC) - 허브 (로버트 듀발) 역
- 버드가의 섬(MBC) - 볼렉 역
- 당신이 잠든 사이에(MBC) - 옥스 (피터 보일) 역
- 히달고(MBC) - 데븐포트 (루이스 롬바드) 역
- 젠틀맨 리그(MBC) - 네모 선장 (네시러딘 샤) 역
- 정복자 펠레(MBC) - 라세(막스 본 시도우) 역
- 시빌 액션(MBC) - 패처 (로버트 듀발) 역
- 스트레이트 슈터(MBC) - 프랭크 헥터 역
- 클루리스(MBC) - 아버지 역
- 스피시즈(MBC) - 피치 (벤 킹즐리) 역
- 큰 도둑 작은 도둑(MBC) - 루 역
- 드라큘라(MBC) - 반 헬싱 (앤서니 홉킨스) 역
- 아이언 마스크(MBC) - 아라미스 (제러미 아이언스) 역
- 당신에게 일어날 수 있는 일(MBC) - 보 (웬델 피어스) 역
- 러시아워(MBC) - 그리핀 (톰 월킨슨) 역
- 브레이크 다운(MBC) - 레드 (J.T. 월시) 역
- 피아니스트(MBC) - 스필먼 아버지(프랭크 핀레이) 역
- 더 팬(MBC) - 길 (로버트 드 니로) 역
- 잃어버린 세계(MBC) - 리오 서머리 (데이비드 워너) 역
- 왓 위민 원트(MBC) - 댄 (앨런 알다) 역
- 인디펜던스 데이(MBC) - 그레이 장군 (로버트 로기아) 역
- 음식남녀2(MBC) - 이장 역
- 타이쿠스(MBC) - 피터 크로퍼드 (데니스 호퍼) 역
- 닌자 거북이2(MBC) - 스플린터 역
- 살인 박쥐의 습격(MBC) - 매케이브 박사 역
- 스타워즈 에피소드1(MBC) - 시디우스 (이언 맥디어미드) / 팰퍼틴 역
- 스타워즈 에피소드5(MBC) - 쓰리피오 (앤서니 대니얼스) 역
- 파워 오브 원(MBC) - 닥 (아민 뮬러스탈) 역
- 그렘린(MBC)
- 긴급명령(MBC)
- 로빈 후드: 도둑들의 왕자(MBC) - 로빈의 아버지(브라이언 블레스드)
- 토네이도(MBC) - 위텐베르그 역
- 적벽대전2(MBC) - 유비 (유융) 역
- 본 슈프리머시(MBC) - 워드 애벗 (브라이언 콕스) 역
- 7일간의 사랑(SBS)
- 레이디 킬러(MBC) - 와이너(조지 월리스)
- 에너미 앳 더 게이트(MBC) - 독일 장군 역
- 고스포드 파크(MBC)
- 동방불패(MBC) - 임아행 (임세관) 역
- 내 사랑 악마(MBC)
- 토이즈(MBC)
- 라스트 모히칸(MBC)
- 에디(MBC)
- 블루 데블(MBC)
- 피고인(MBC)
- 본 아이덴티티(MBC) - 애벗 (브라이언 콕스) 역
- 창공의 여왕(MBC) - 퍼트남 역
- 알리(MBC)
- 언터처블(MBC) - 프랭크(빌리 드래고)
- 볼링 포 콜럼바인(MBC)
- 컷스로트 아일랜드(MBC)
- 블레이드2(MBC) - 다마스키노스(토마스 크레치만)
- 결혼 만들기(MBC)
- 차이나 레이크 살인사건(MBC) - 샘 역
- 보거스(MBC)
- 나 홀로 집에(MBC) - 이웃집 할아버지(로버츠 브로좀)
- 스크림2(MBC)
- 비독(MBC) - 국장 역
- 바비(MBC) - 존 캐시(안소니 홉킨스)
- 율리스 골드(MBC) - 율리 (피터 폰다) 역
- 안토니아스 라인(MBC) - 굽은 손 (밀 세게르) 역
- 여인의 향기(MBC) - 프랭크 슬레이드 (알 파치노) 역
- 분노의 악령(MBC) - 피터 (커크 더글라스) 역
- 조지왕의 광기(MBC) - 조지 왕 (나이절 호손) 역
- 세 얼간이(MBC) - 비루 사하스트라부떼 총장 (보만 이라니) 역
- 크림슨 타이드(MBC) - 프랭크 램지 함정 (진 해크먼) 역
- 성의(MBC)
- 패트리어트 게임(MBC)
- 업 클로즈 앤 퍼스널(MBC)
- 프리잭(MBC) - 이언 매켄들리스 (앤서니 홉킨스) 역
- 007 살인면허(MBC) - M(로버트 브라운)
- 종착역(MBC)
- 황비홍(SBS)
- 다이얼 M을 돌려라(MBC) - 토니 역
- 나이트워치(MBC) - 뵈르메르 형사 (울프 필고르) 역
- 화이널 카운트(MBC) - 부통령 (마이클 카바노) 역
- 네이비 실(MBC) - 스틴 (아이라 윌러) 역
- 천사의 음모(MBC) - 폴 해링턴 (존 리스고) 역
- 지붕위의 기병(MBC) - 조제프 (카를로 세키) 역
- 꿈꾸는 도시(MBC) - 조 (토니 로 비안코) 역
- 써든 데스(MBC) - 부통령 (레이몬드 J. 배리) 역
- 다크 시티(MBC) - 북 (이언 리처드슨) 역
- 거짓말(MBC) - 메르퀴스 (사미 프레이) 역
- 퀵 앤 데드(MBC) - 헤럿 (진 핵크만) 역
- 원 나잇 스탠드(MBC) - 버논 (카일 맥라클란) 역
- 스타트렉6(MBC) - 스포크 부함장 (레너드 니모이) 역
- 스타트렉7(MBC) - 피카드 선장 (패트릭 스튜어트) 역
- 불멸의 연인(MBC) - 쉰들러 (예로엔 크라베) 역
- 아이큐(MBC) - 아이젠하워 대통령(킨 커티스)
- 아수라(SBS) - 대사(카츠 신타로)
- 미션(MBC) - 추기경(레이 맥엔올리)
- 돌아온 링고(MBC) - 꽃집 주인(마누엘 무니스)
- 악마의 4시(MBC) - 해리(프랭크 시나트라) / 해설
- 007 리빙 데이라이트(MBC) - Q(데스몬드 레웰인)
- 언제나 마음은 태양(MBC) - 교장 선생님(에드워드 번햄)
- 듄(SBS) - 카인즈 박사(막스 폰 쉬도브)
- 리썰 웨폰(SBS) - 마이클 헌세이커(톰 앳킨스)
- 007 유어 아이스 온리(MBC) - 국방 장관(제프리 켄)
- 브레이크 다운(MBC) - 레드 바(J.T. 월쉬)
- 소돔과 고모라(MBC) - 이즈마일(자코모 로시 스튜어트)
- 절망속에 핀 사랑(MBC) - 케니 브릭스(제임스 스테이시)
- 흑인 오르페(MBC) - 애르메스(알렉산드로 콘스탄티노)
- 사랑이 머무는 곳에(MBC) - 마커스(톰 스커릿)
- 윈체스터 73(MBC) - 스페이드(밀라드 미첼)
- 용쟁호투(MBC) - 리의 아버지(학리인) / 오하라(로버트 월)
- 크레이머 대 크레이머(MBC) - 오코너(조지 코)
- E.T.(MBC) - 키스(피터 코요테)
- 페리스의 해방(MBC) - 아버지(라이먼 워드)
- 딥 임팩트(MBC) - 새라의 아버지(게리 원츠) / 리튼하우스(제임스 크롬웰)

### 외화
- 존 그리섬의 의뢰인(MBC) - 버트
- CSI 과학수사대(MBC)
- CSI 뉴욕(MBC) - 안젤로 베네티 (피터 오노라티)
- CSI 마이애미(MBC)
- 밴드 오브 브라더스(MBC) - 봅 싱크 (데일 다이)
- 애꾸눈 해피(MBC) - 제이크 역
- 사랑의 시드니(MBC) - 시드니 역
- 게리슨 유격대(MBC) - 고니프 역
- 형사 Q(MBC) - 모나한 (개리 월버그)
- 레이븐(MBC) - 허먼 야블론스키 (리 메이저스)

### 방송 (다큐멘터리, 교양 프로그램)
- 명작의 고향(MBC)
- 명곡의 고향(MBC)

### 게임
- 월드 오브 워크래프트 - 죽음의 기사 intro 해설

### 홍보영상
- 제네시스 (현대자동차)